# Tropiphorus
Genre
Tropiphorus est un genre de coléoptères de la famille des Curculionidae que l'on rencontre surtout en Europe centrale. Il appartient à la sous-famille des Entiminae. Autrefois rangé dans les Leptopiinae, ce genre fait partie de la tribu des Tropiphorini.

## Liste d'espèces
Selon Catalogue of Life (30 août 2014) :
- Tropiphorus abbreviatus
- Tropiphorus aecidii
- Tropiphorus albanicus
- Tropiphorus alophoides
- Tropiphorus bertolinii
- Tropiphorus borealis
- Tropiphorus caesius
- Tropiphorus carinatus
- Tropiphorus cinereus
- Tropiphorus cucullatus
- Tropiphorus elevatus

Tropiphorus fiorii
- Tropiphorus globatus

Tropiphorus imperator
- Tropiphorus lapidarius
- Tropiphorus lepidotus
- Tropiphorus longicollis
- Tropiphorus mercurialis
- Tropiphorus micans
- Tropiphorus moldavicus
- Tropiphorus obesus
- Tropiphorus obtusus
- Tropiphorus ochraceosignatus

Tropiphorus paulae
- Tropiphorus pedemontanus
- Tropiphorus rotundatus
- Tropiphorus serbicus
- Tropiphorus serdicanus
- Tropiphorus styriacus
- Tropiphorus suecicus
- Tropiphorus suturalis
- Tropiphorus terricola
- Tropiphorus tomentosus
- Tropiphorus transsylvanicus
- Tropiphorus tricristatus

Selon ITIS (30 août 2014) :
- Tropiphorus carinatus (Müller, 1776)
- Tropiphorus obtusus (Bonsdorff, 1785)
- Tropiphorus terricola (Newman, 1838)

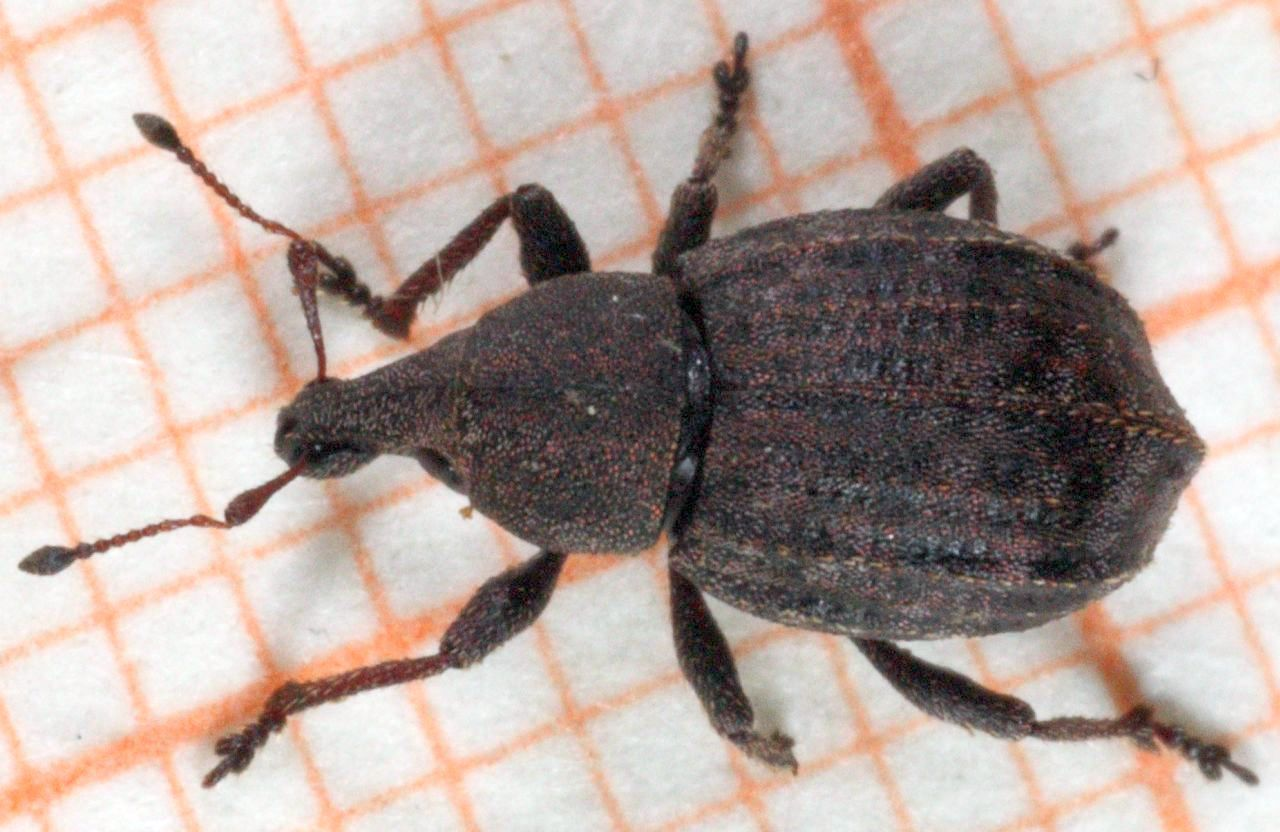
Tropiphorus elevatus
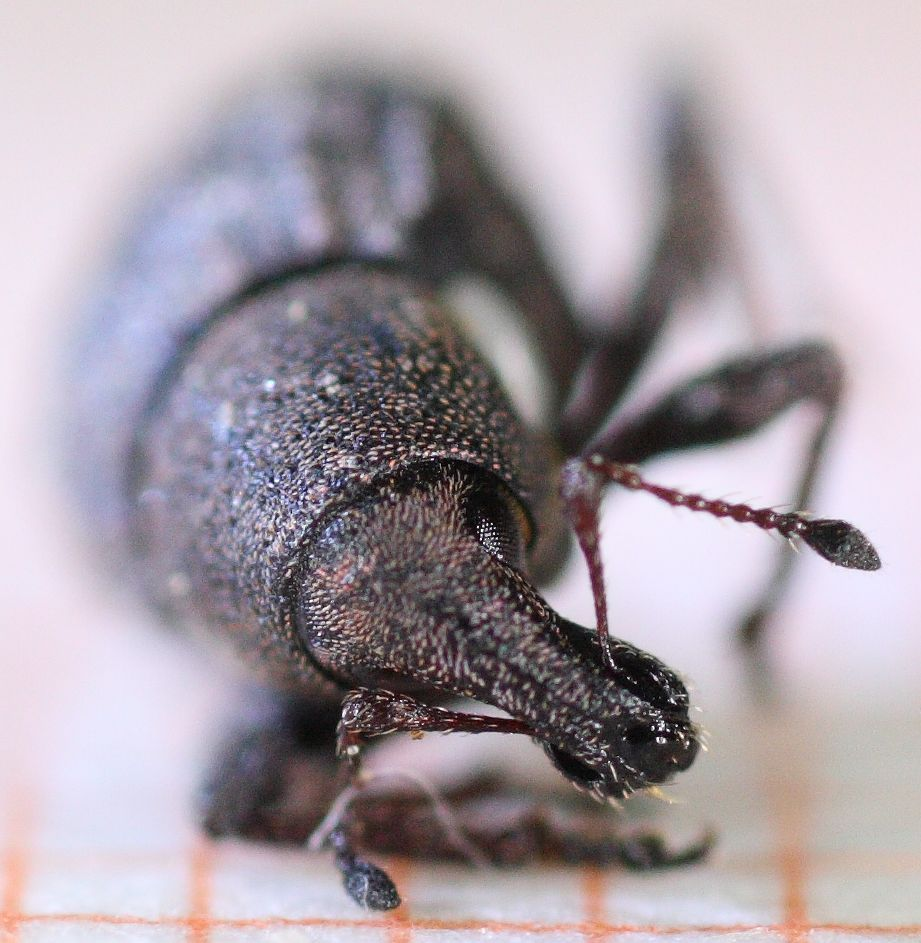
Tropiphorus elevatus